# 社宮神社 (各務原市)
社宮神社（しゃぐうじんじゃ）は、岐阜県各務原市成清町に鎮座する神社。

## 概要
創立時期不詳。各務郡成清村（現・各務原市成清町）の産土神である。
式内社の尾張国葉栗郡川嶋神社であるという言い伝えがある。

## 祭神
- 倉稲魂神

## 境内社
- 秋葉神社[1]
- 熱田神社[1]

## 石碑など
- 日露戦役記念碑